# Lavaux

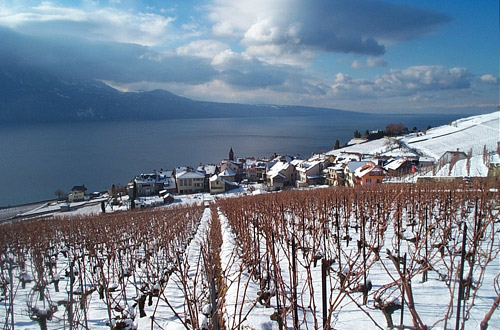
Widok zimą na winnice w Rivaz VD

Lavaux – region winogrodnictwa i winiarstwa nad Jeziorem Genewskim w kantonie Vaud w zachodniej Szwajcarii. Jego głównym ośrodkiem jest Vevey.
W 2007 roku krajobraz kulturowy winnic tarasowych w Lavaux został wpisany na listę dziedzictwa kulturowego UNESCO.

## Położenie
Lavaux rozciąga się nad Jeziorem Genewskim w kantonie Vaud w zachodniej Szwajcarii. Region obejmuje obszar 898 ha na terenie 14 gmin:
| - Chardonne - Chexbres - Corseaux - Corsier-sur-Vevey - Cully VD - Epesses - Grandvaux VD | - Jongny - Lutry - Puidoux - Riex - Rivaz VD - Saint-Saphorin - Villette |

## Klimat
Klimat Lavaux charakteryzuje się relatywnie łagodnymi zimami i nocami, co zawdzięcza położeniu na zboczach wzgórz o południowo-zachodniej orientacji i bliskości Jeziora Genewskiego. Średnia temperatura roczna to 10,5 °C, przy czym średnie temperatury miesięczne wahają się od 2 °C w styczniu do 20 °C w lipcu. W styczniu nad ranem temperatury spadają średnio do 0 °C, a w lipcu do 16 °C. Miesięczne opady deszczu utrzymują się średnio na poziomie 80 mm w okresie od października do kwietnia, i na poziomie 110 mm latem.

## Historia
Brzegi Jeziora Genewskiego na terenie obecnej Lozanny zamieszkiwane były czasowo w okresie mezolitu 9500–5000 lat p.n.e. przez nomadyczną ludność zbieracko-łowiecką. W okresie neolitu 5500–2200 lat p.n.e. obszar został zasiedlony przez ludność rolniczą. Ślady pierwszego osadnictwa pochodzą z 4000 p.n.e. W Lutry znajdują się pozostałości po dwóch neolitycznych cmentarzyskach oraz prehistoryczne głazy.
Region był zamieszkany nieprzerwanie od okresu cesarstwa rzymskiego. Dalszy rozwój Lavaux przypadł na XI wiek w okresie ekspansji biskupstwa w Lozannie, które uzyskało w 1079 roku Lutry, Chexbres i Corsier-sur Vevey. W okresie tym w regionie powstały klasztory benedyktynów i cystersów.
Po révolution vaudoise w 1798 roku, w regionie doszło do zmian własnościowych i administracyjnych. Cześć posiadłości została znacjonalizowana, a następnie sprywatyzowana. Region został podzielony na dwa dystrykty, a parafie zostały przekształcone w gminy. Po tym jak w 1803 roku Lozanna stała się stolicą nowo utworzonego kantonu Vaud, przystępując do Federacji Szwajcarskiej (niem. Schweizerische Eidgenossenschaft), w regionie rozpoczęto modernizację rolnictwa – terasy zracjonalizowano i otoczono nowymi, wyższymi murami oraz wbudowano nowy system odwadniający.
Od końca XIX wieku postępująca urbanizacja i industrializacja zaczęły zagrażać winnicom w Lavaux. W 1977 roku dzięki inicjatywie Franza Webera „Rettet das Lavaux” mieszkańcy kantonu Vaud wypowiedzieli się w lokalnym referendum za objęciem regionu Lavaux ochroną umocowaną prawnie w konstytucji kantonu (1979). Inicjatywa ta miała kolejną odsłonę w latach 2003–2005, by również w nowej konstytucji kantonu z 2003 roku znalazło się postanowienie o ochronie Lavaux – postanowienie to zostało zaakceptowane w referendum w 2005 roku. W 2014 roku kolejna propozycja Webera – o absolutnej ochronie regionu, co wiązałoby się z bardzo restrykcyjnym prawem budowlanym – nie znalazła akceptacji mieszkańców i została odrzucona w referendum.

## Winnice

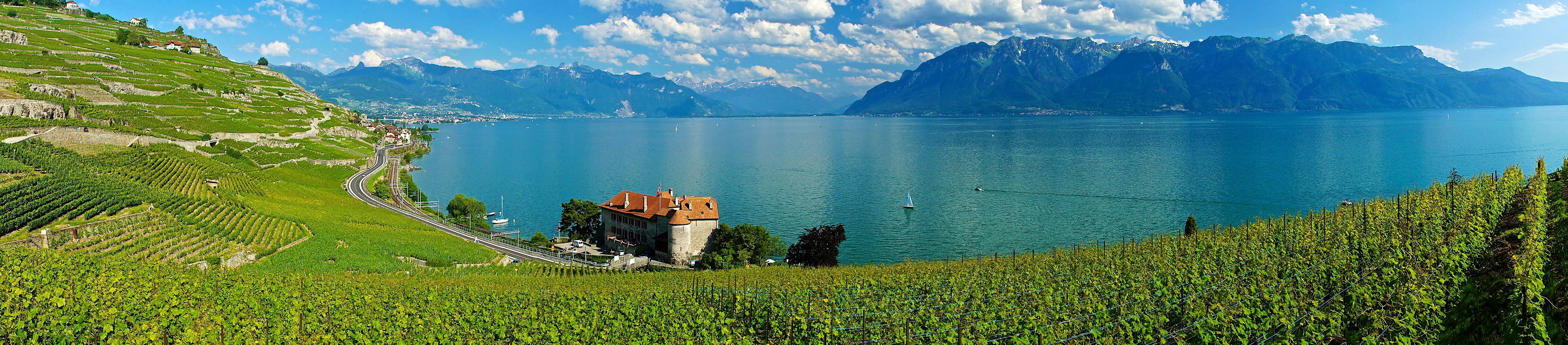
Panorama Lavaux z Saint-Saphorin

Łagodny klimat Lavaux sprzyja rozwojowi uprawy winorośli. Winorośl profituje tu z efektu „potrójnego słońca” – bezpośredniego oddziaływania promieni słonecznych, oddziaływania promieni słonecznych odbitych od tafli Jeziora Genewskiego oraz ciepła oddawanego nocą przez nagrzane za dnia mury winnic.
Terasowe winnice w Lavaux rozciągają się na terenie ok. 30 km od zamku Chillon do wschodnich przedmieść Lozanny. Pierwsze ślady uprawy winorośli w tym rejonie pochodzą z okresu rzymskiego (I-II w. n.e.), a winnice terasowe zaczęły masowo powstawać od XI wieku wraz z przybyciem benedyktynów i cystersów. Winogrodnictwem zajmowały się w szczególności cysterskie opactwa w Hauterive (1338), Hautcrêt (1141) i Montheron (1142). W XIII wieku klasztory zaczęły oddawać winnice w dzierżawę okolicznym chłopom.
Pierwsze wzmianki o budowie teras (charmus) pojawiają się w dokumentach z 1331 roku. Terasy miały 10–15 metrów szerokości, a ochraniały je mury wysokie na 5–6 metrów. Niektóre terasy (Dézaley, Clos-des-Abbayes i Clos-des-Moines), z uwagi na ogrom pracy niezbędnej do ich założenia, pozostawały nieukończone do XVIII–XIX wieku. W 1536 roku Lozanna przeszła pod panowanie biskupów z Berna – wiele bogatych rodzin berneńskich zakupiło ziemie w Lavaux i infrastruktura transportowa została ulepszona. Winiarstwo w Lavaux przetrwało okres reformacji, a w 1706 roku władze centralne powołały do życia urząd ds. winiarstwa – Izbę Win.
Pod koniec XIX wieku winiarze musieli dostosować techniki upraw do walki z chorobami winorośli – prawdziwym i rzekomym mączniakiem winorośli przywleczonymi do Europy z Ameryki Północnej. Wymagało to zorganizowanie łatwiejszego dostępu do roślin, by móc stosować środki ochrony, m.in. siarczyny. Winorośl została wysadzona w rzędach. Na początku XX wieku, by ratować winnice, przeszczepiono na stare, jeszcze zdrowe winorośle nowe szczepy. Po II wojnie światowej uprawa winorośli stała się głównym zajęciem zarobkowym mieszkańców regionu. Na obszarze od Lutry do Chardonne znajduje się ok. 1150 winnic i ok. 10 tys. teras.
Uprawia się tu głównie deserową odmianę o dużych owocach – „Chasselas”. Region ma 6 apelacji: „Vilette”, „Saint-Saphorin-Lavaux”, „Epesses”, „Dézaley” oraz „Chardonne” i produkuje dwa rodzaje win z francuskim predykatem „cru”. Wina z Lavaux były tradycyjnie eksportowane do Włoch, Holandii i Niemiec, a obecnie produkowane są głównie na rynek szwajcarski.
W 2007 roku krajobraz kulturowy winnic tarasowych w Lavaux został wpisany na listę dziedzictwa kulturowego UNESCO. W 2010 roku Prince nagrał album 20Ten, na którym umieścił utwór inspirowany regionem – „Lavaux”. W 2011 roku poczta szwajcarska wypuściła na rynek trzy znaczki okolicznościowe z widokami winnic z Lavaux.